# Lastenio Morales Costa
Luis Lastenio Morales Costa (Trujillo, 14 de mayo de 1939) es un ingeniero, empresario y político peruano. Fue congresista de la república durante el periodo 1995-2000 y senador en 1985.

## Biografía
Nació en la ciudad de Trujillo, ubicado en el departamento de La Libertad, el 14 de mayo de 1939. Es hijo de Jorge Morales Monsalve y de Carmen Costa Ferrand.
Realizó sus estudios primario en su ciudad natal y los secundarios en el Institución Educativa Emblemática Nuestra Señora de Guadalupe de la ciudad de Lima. Luego ingresó a la Universidad Nacional de Ingeniería en 1957 y es licenciado en Turismo y Hotelería por la Universidad de San Martín de Porres en 1993. También cuenta con estudios en la Escuela Superior de Administración de Negocios (ESAN).
Fue gestor de empresas de transporte terrestre como Morales Moralitos, Terminales Terrestres S.A. Soyuz y Perú Bus. También fue director de Líneas Aéreas Nacionales S.A. (LANSA).

## Carrera política

### Senador
Fue militante del Partido Aprista Peruano y se inicia en la política como candidato al Senado de la República en las elecciones parlamentarias de 1985, donde luego resulta elegido como senador para el periodo parlamentario 1985-1990.
En el senado presidió la Comisión de Industria, Turismo e Integración de la Cámara de Senadores durante 5 años. Fue también vicepresidente de la Comisión de Deportes (1985-1987) y presidente de la SubComisión de Deportes del Senado (1989-1990).
Intentó ser reelegido en las elecciones parlamentarias de 1990, sin embargo, no tuvo éxito.

### Congresista de la República
En 1995, Morales vuelve a postular al Congreso de la República en las elecciones parlamentarias por el APRA y resultó elegido como congresista, con 7,077 votos, para el periodo 1995-2000.
Formó parte de la oposición al régimen dictatorial de Alberto Fujimori. En 1999, Morales renunció al Partido Aprista Peruano tras discrepancias internas y se mantuvo como congresista independiente.
En las elecciones generales del año 2000, Morales se integró al partido Somos Perú de Alberto Andrade y nuevamente postuló a la reelección en las elecciones congresales sin tener éxito.

## Publicaciones
- Manual Básico del Dirigente Deportivo (1987)
- Las zonas Francas y otras Alternativas de Inversión y Desarrollo en el Perú Teoría, Técnica y Práctica del Turismo (1989)
- Simplificación Administrativa (1990)
- Desarrollo Económico de las Regiones de Frontera: Modelo Tacna (1990)
- Propuestas a los Sectores Turismo y Transportes (1994)
- Ica : Falta de Prevención ante un desastre anunciado (1998)